# Brautportal

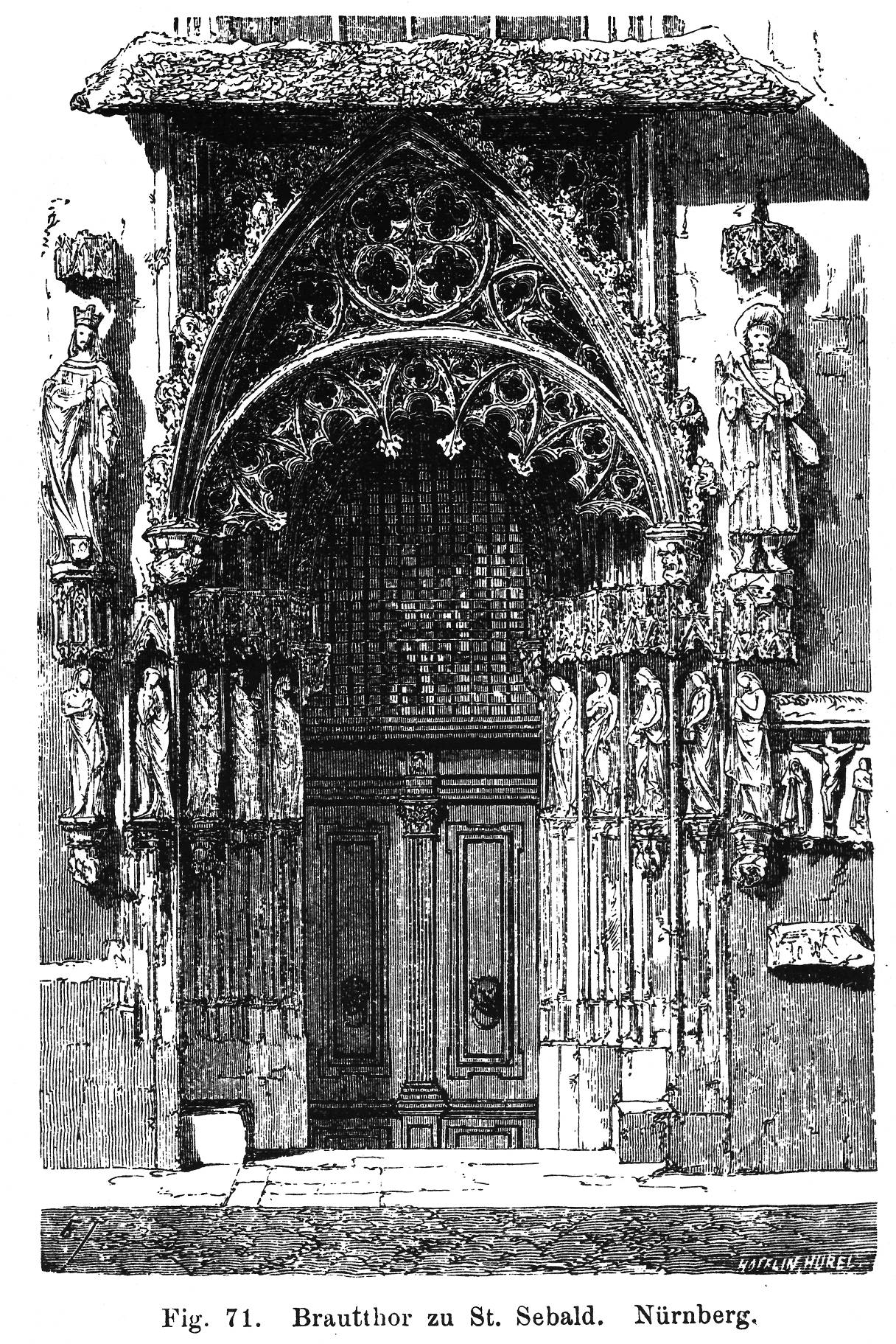
Brauttür von St. Sebald in Nürnberg

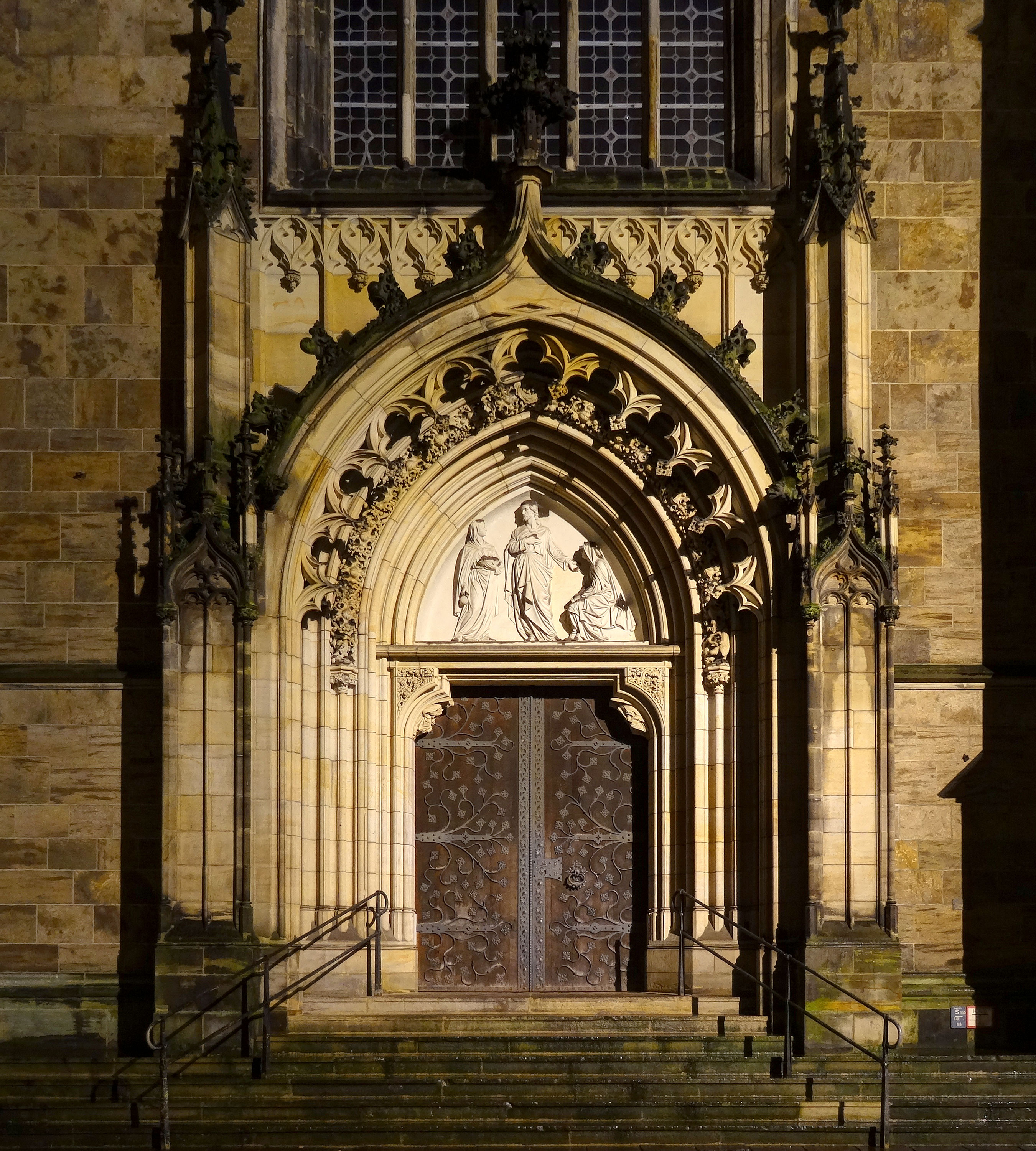
Brautportal am St.-Petri-Dom Bremen

Brautportal (auch Brauttür, Brautpforte) ist die Bezeichnung eines meist an der Nordseite gotischer Kirchen gelegenen überdachten Portals.

## Funktion
Vor dem Portal oder in seiner Vorhalle fand seit dem 11. Jahrhundert die Trauung statt, da sie bis dahin als eine Handlung aus dem Bereich des weltlichen Rechts galt. Anschließend führte der Priester das Brautpaar in die Kirche und zelebrierte die Brautmesse. Als Ort der kirchlichen Eheschließung wurde das Kirchenportal (auch wenn es bei kleineren Kirchen kein eigenes „Brautportal“ gab) das ganze Mittelalter hindurch beibehalten, erst im Laufe des 15. und 16. Jahrhunderts wurde die Zeremonie ins Kircheninnere verlegt. Diese Tradition wurde in der katholischen Kirche durch das Konzil von Trient mit den Regelungen für die nunmehr sakramentale Ehe beendet. Im protestantischen Bereich ist die Ehe kein Sakrament. Dort setzte sich die Tradition länger fort.
Der bildliche Schmuck im Bogenfeld und am Gewände von Brautportalen bezieht sich oft auf die Funktion als Ort der Trauung: (Christus als Bräutigam der Kirche (Marienkrönung); Adam und Eva; die den Bräutigam erwartenden klugen und törichten Jungfrauen).

## Bemerkenswerte Brautportale
- Bamberg, Obere Pfarrkirche
- Bayreuth,
- Bernau, Mark Brandenburg,
- Braunschweig St. Martini,
- Bremer Dom (19. Jahrhundert),
- Friedberg i. Oberhessen,
- Kaufbeuren, St. Martin,
- Mainz, St. Quintin,
- München, Frauenkirche,
- Nürnberg, St. Lorenz,
- Nürnberg, St. Sebald,
- Osnabrück, Dom[1]
- Rothenburg o. d. T., St. Jakob,
- Ulmer Münster,
- St. Marien (Zwickau)